# 贝瑙卡斯
贝瑙卡斯（西班牙語：Benaocaz），是西班牙安达卢西亚自治区加的斯省的一个市镇。总面积69.39平方公里，总人口687人（2017年），人口密度9.9人/平方公里。
贝瑙卡斯镇的主要景点是建于公元13-14世纪时期的Aznalmara城堡遗址。

## 人口
| 贝瑙卡斯镇历史人口 |
|                    |
| 来源：INE          |

## 图集

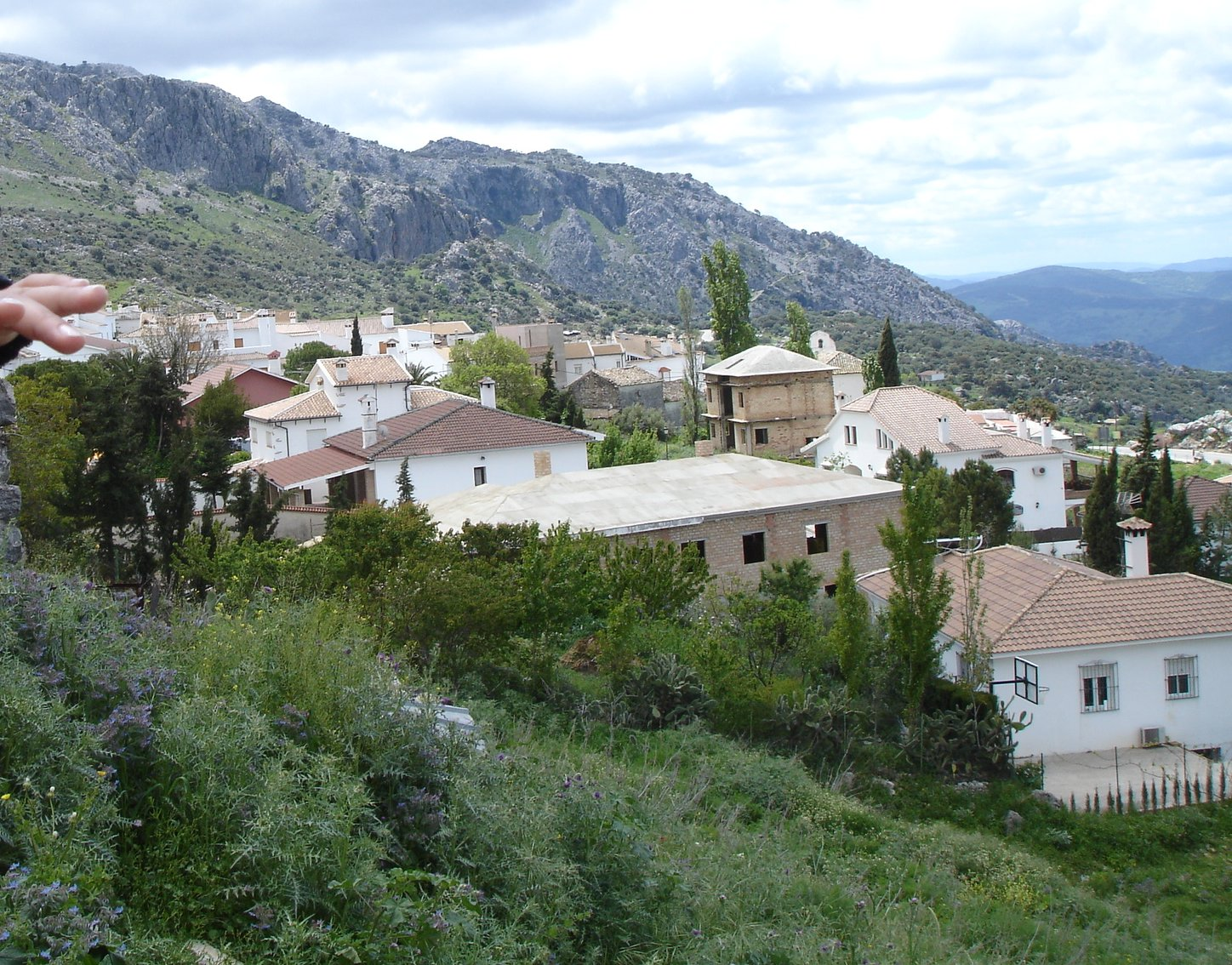
远景
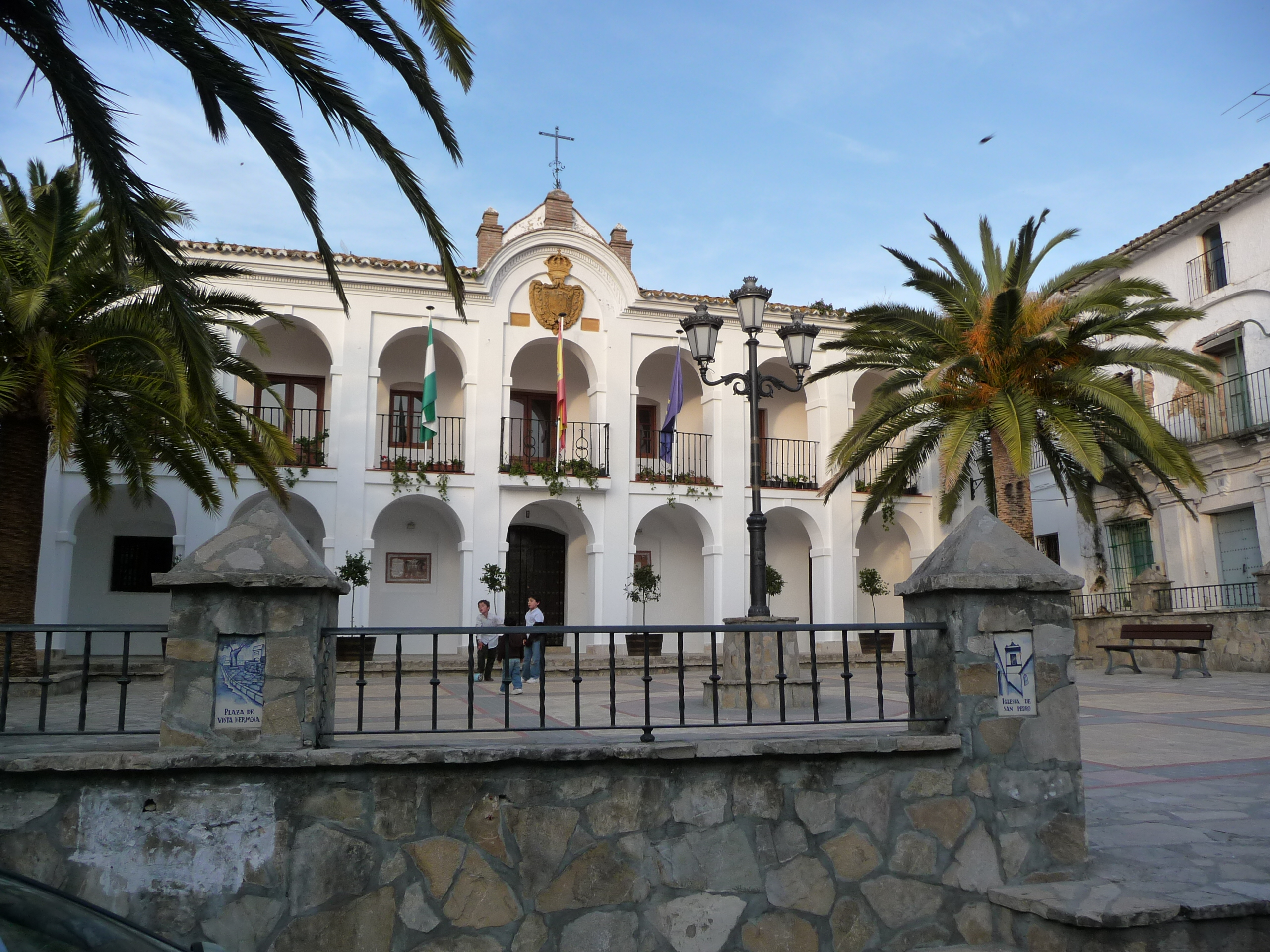
市政厅
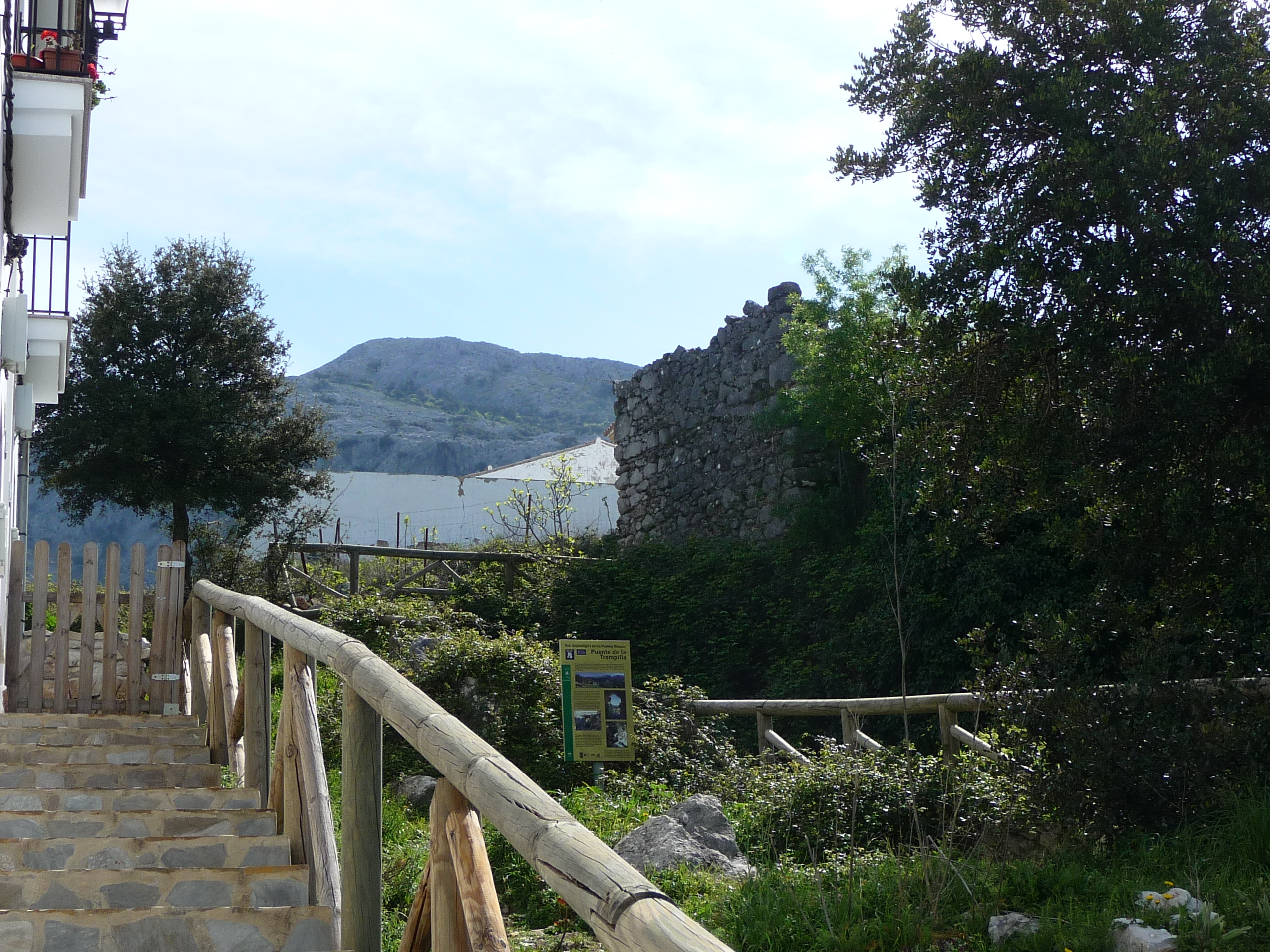
房屋
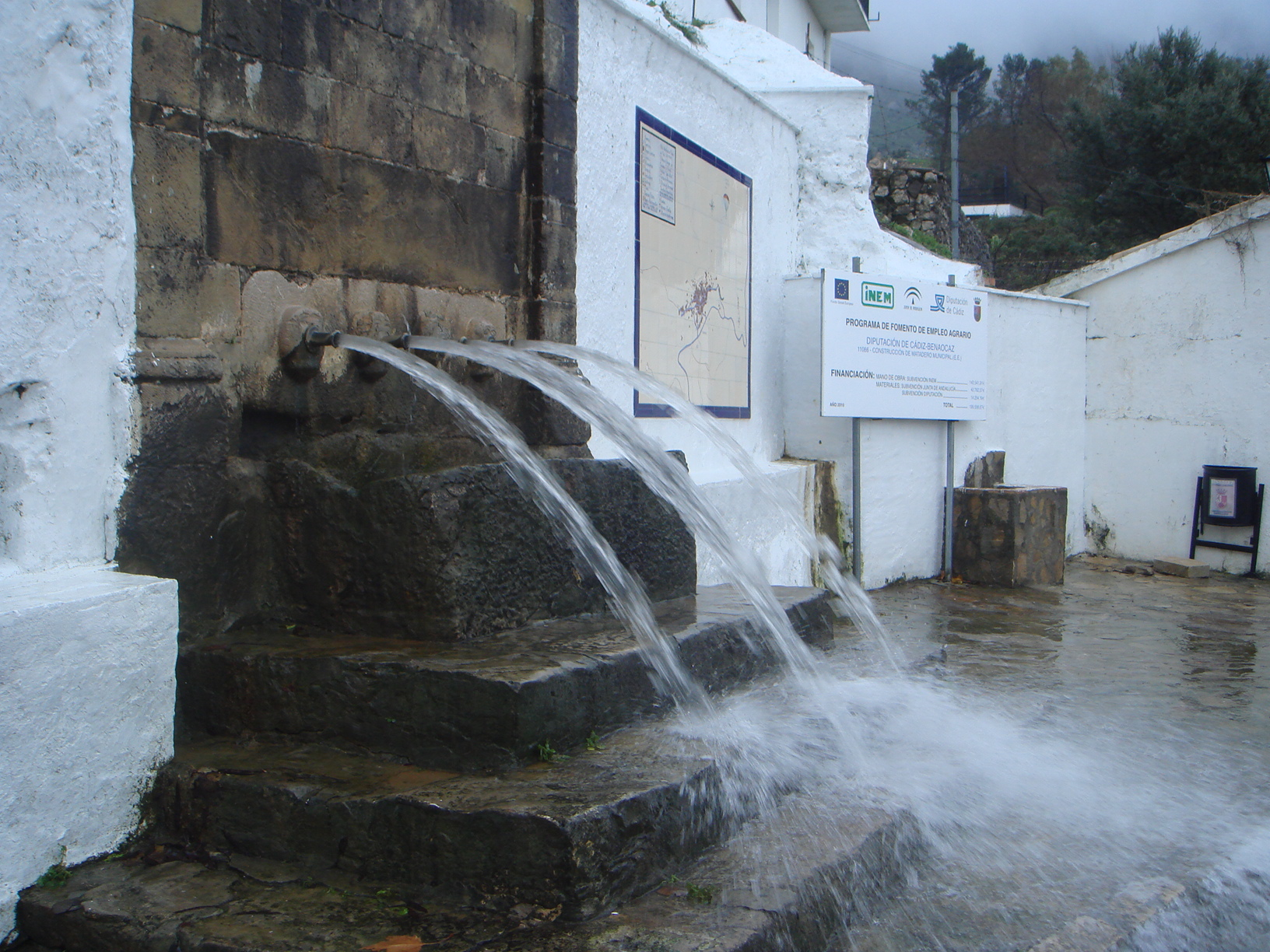
喷泉
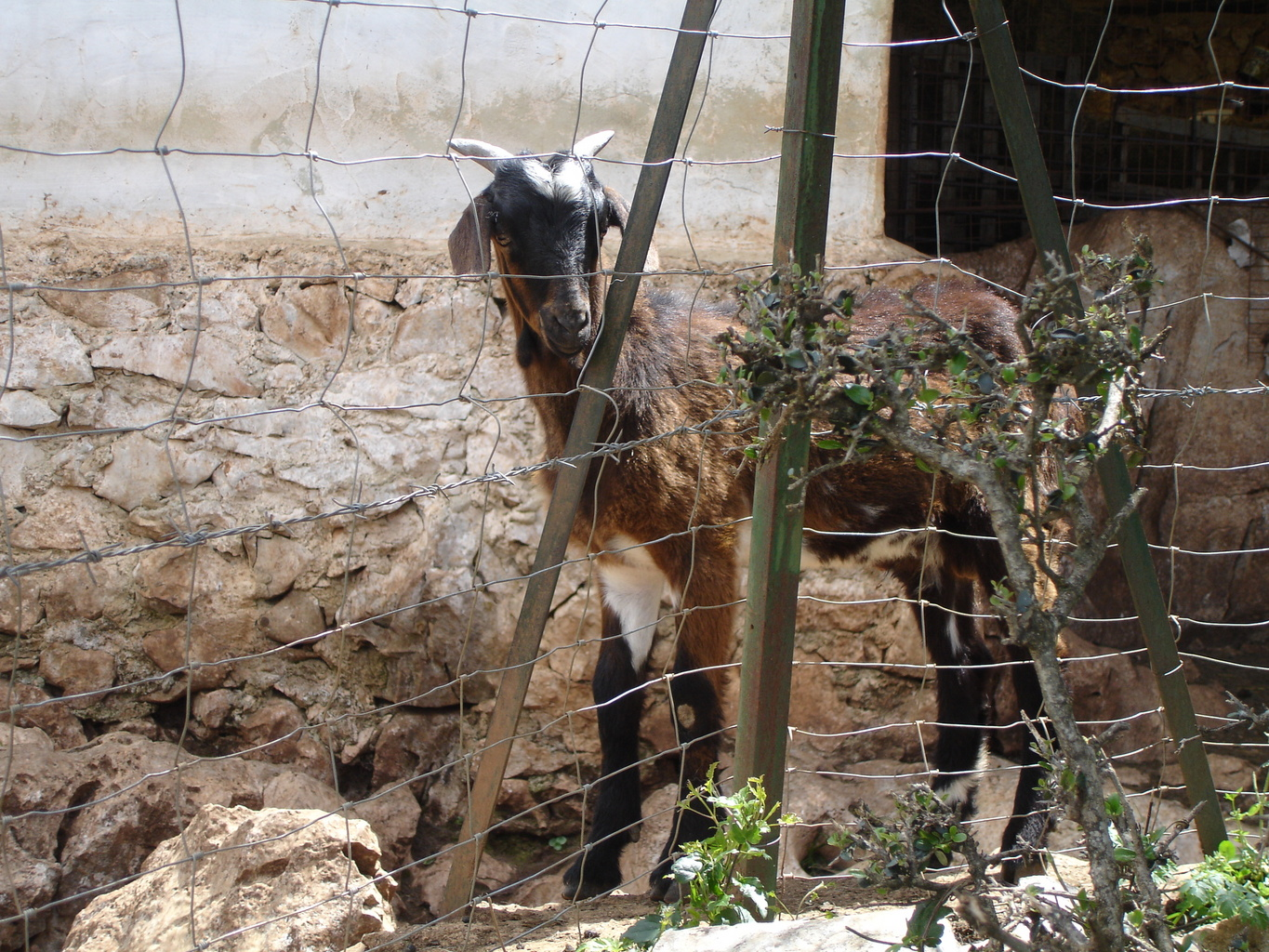
山羊
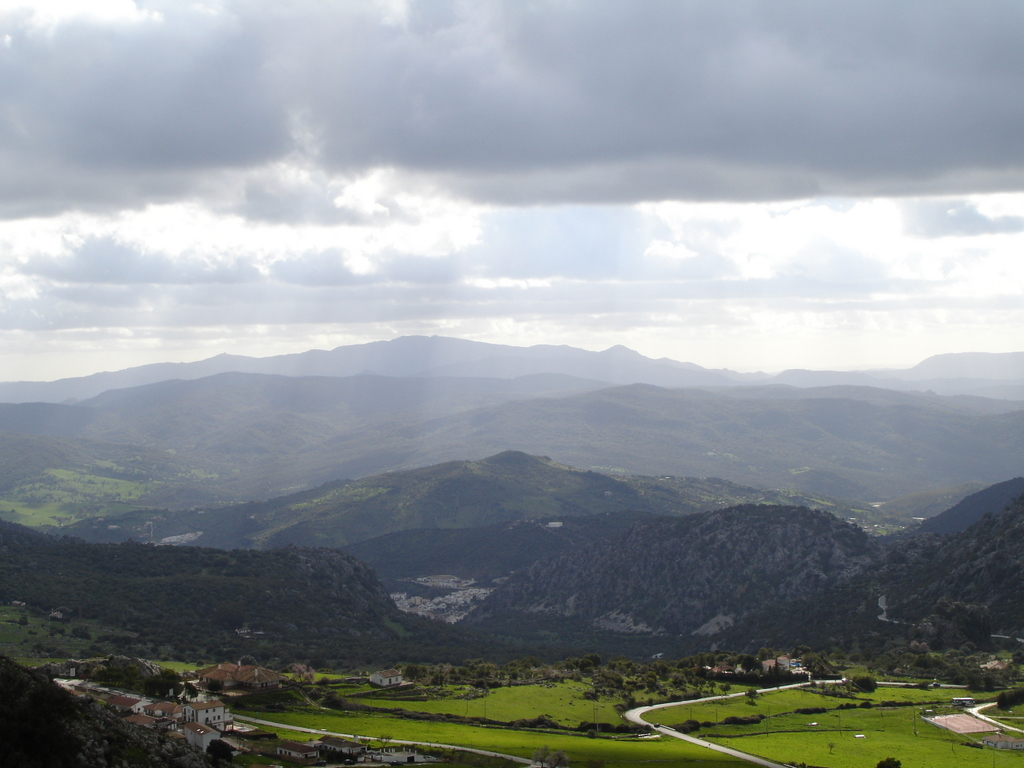
从贝瑙卡斯远望乌夫里克
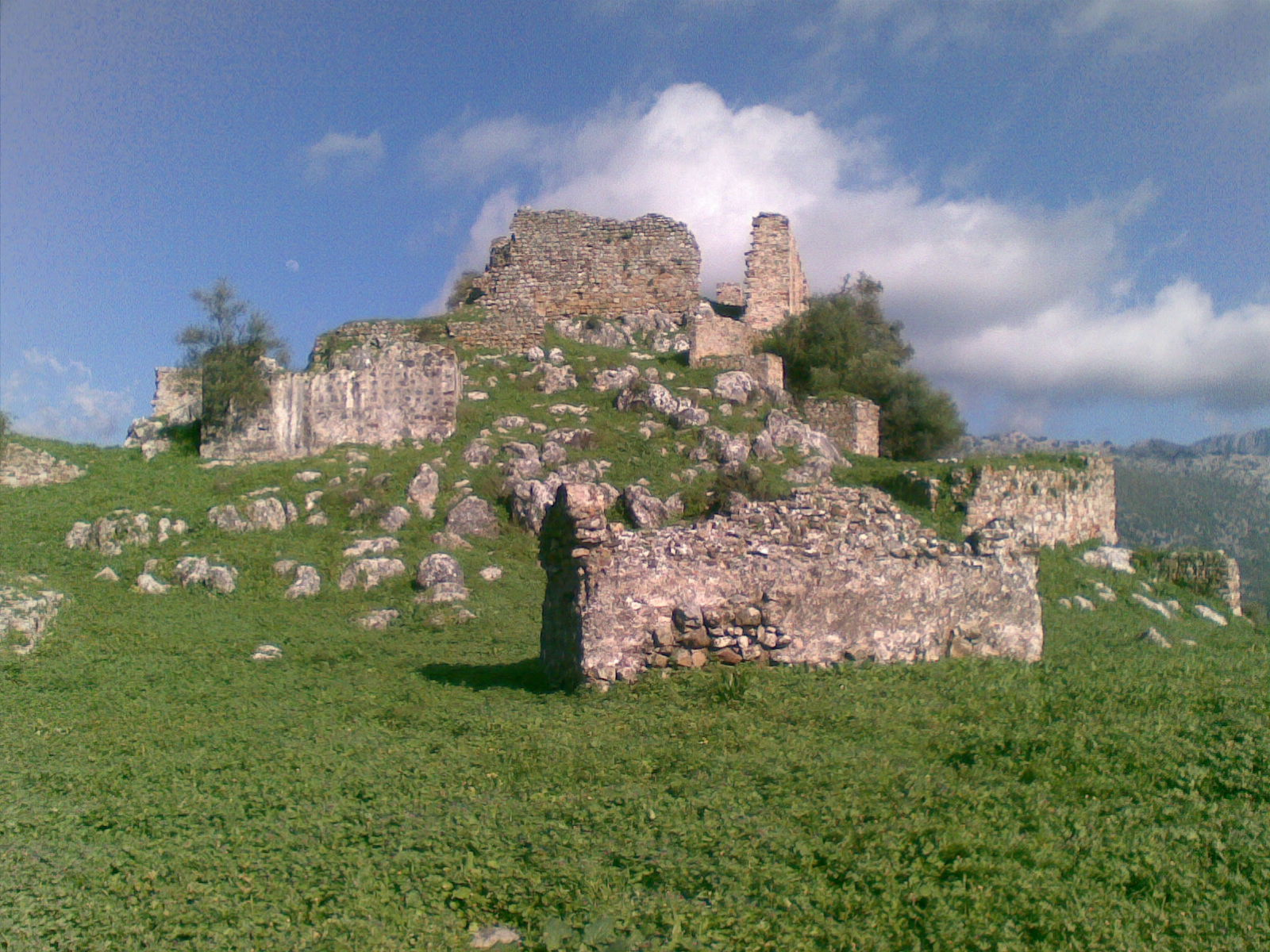
Aznalmara城堡遗址
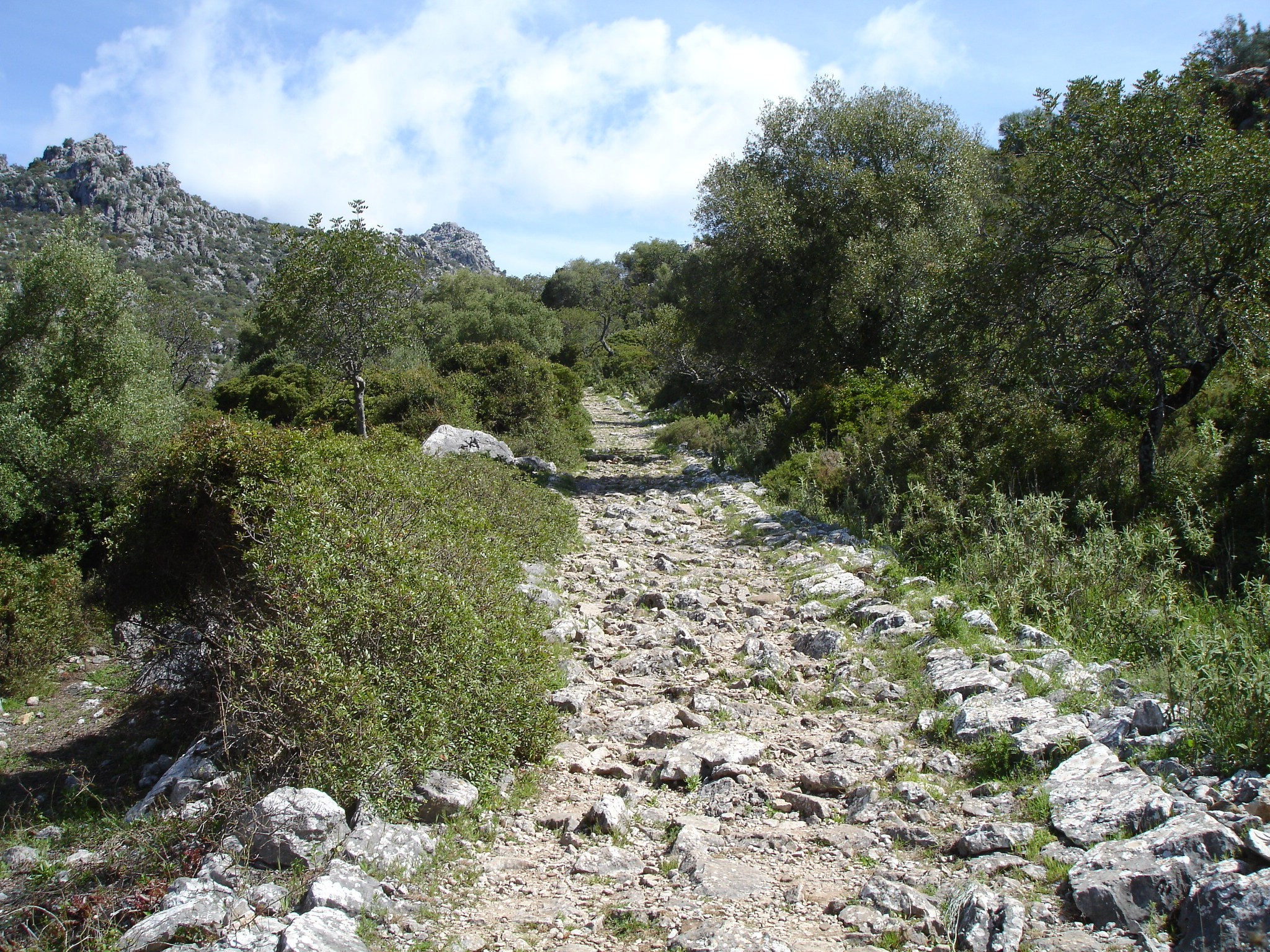
罗马遗迹